# Kulturbrauerei

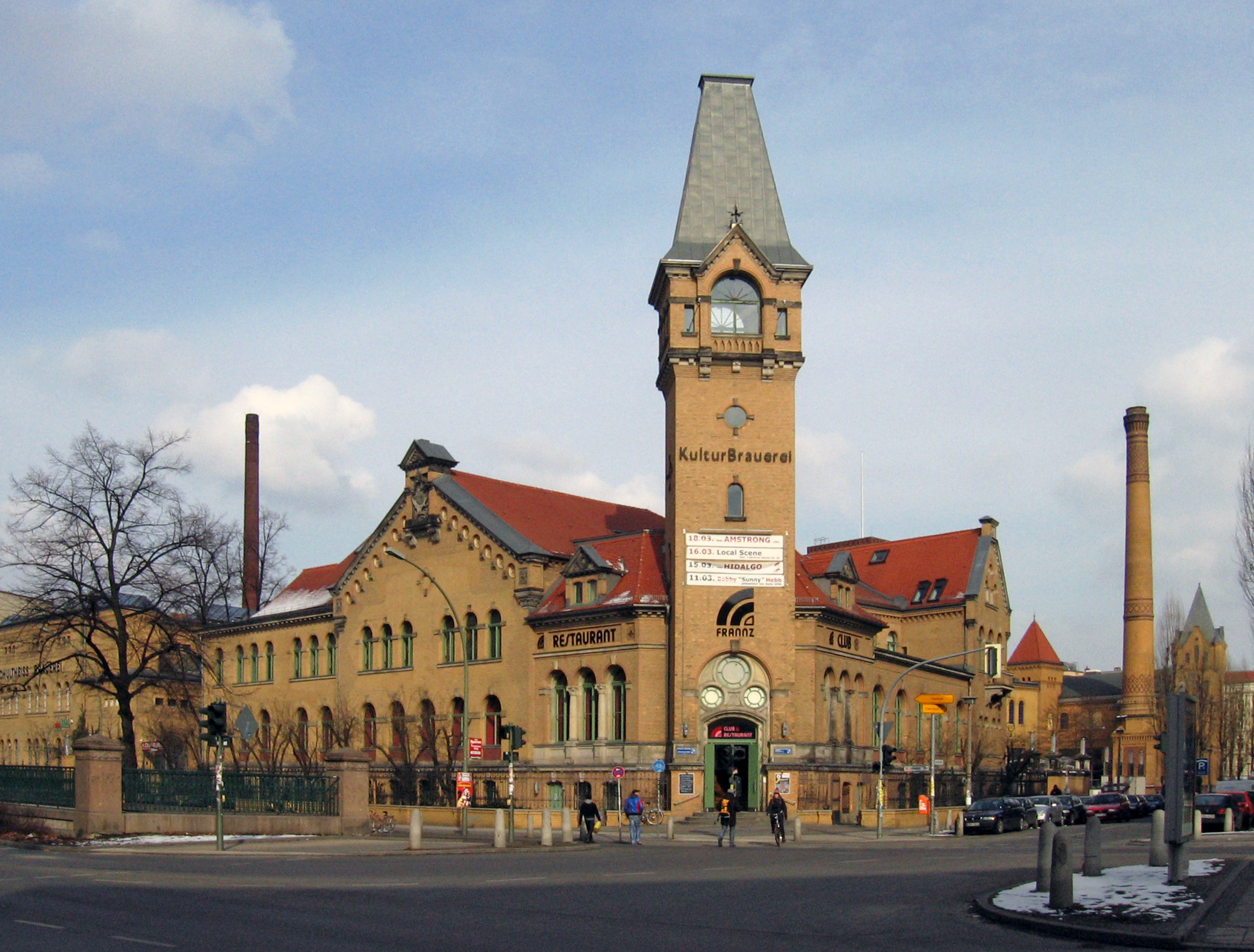
Die Kulturbrauerei von der Kreuzung Schönhauser Allee / Sredzkistraße aus gesehen

Die Kulturbrauerei (Eigenschreibweise: KulturBrauerei) in Berlin-Prenzlauer Berg ist ein 25.000 m² großes Bauensemble. Die ehemalige Brauerei im Kollwitzkiez (Bezirk Pankow) steht mit ihren Höfen und ihrer einzigartigen Architektur seit 1974 unter Denkmalschutz. Sie gehört zu den wenigen gut erhaltenen Denkmälern der Industriearchitektur in Berlin vom Ende des 19. Jahrhunderts.
Heute wird sie von der TLG Immobilien kommerziell als Kulturzentrum betrieben. Dort befinden sich unter anderem Kinos, Theater, Diskotheken und Veranstaltungsräume.

## Geschichte

### Gründung und Übernahme
Der Apotheker August Heinrich Prell übernahm 1842 die Schankstube seines Schwiegervaters, des Destillateurs Claude in der Neuen Jakobstraße 26 und gründete eine kleine Brauerei. Sein im Keller hergestelltes untergäriges Bier bot er vor Ort in einem Ausschank an. Da bei dem geringen Grundwasserstand keine weiteren Lagermöglichkeiten bestanden, mietete Prell Lagerkeller in der Schönhauser Allee 39, die dort von dem Braumeister Wagner errichtet worden waren. Nach dem Tod des Firmengründers 1863 übernahm Jobst Schultheiss das Unternehmen vollständig; allerdings nur bis er aus gesundheitlichen Gründen 1864 den florierenden Betrieb an den Kaufmann und Hoflieferanten Adolf Roesicke für 210.000 Taler verkaufen musste. Die Leitung der Brauerei übernahm dessen Sohn Richard Roesicke, die Technik Johann Mathias Beck. Das Unternehmen firmierte nun unter der Bezeichnung „Ad. Roesicke’sche Lagerbier-Brauerei“ mit Verwaltungssitz zuerst in der Voßstraße und später am Königsplatz.
Durch umfangreiche Modernisierungen und Erweiterungen – unter anderem wurde das Areal von zwei auf zwölf Morgen Land ausgebaut – wuchs das mittelständische Unternehmen zu einer industriell arbeitenden Großbrauerei heran. Die Produktion und der Hauptsitz wurden nun endgültig in die Schönhauser Allee verlagert.
Einen bedeutenden Anteil am Erfolg der Schultheiss-Brauerei hatte auch der Deutsch-Holländische Actien-Bauverein. Dieser steigerte die Nachfrage für sein Gebiet durch eigene Bautätigkeit und entsprechende Selbstversorgung mit Baustoffen. So wurden beispielsweise die Ziegel in einem eigenen Ofen nahe dem heutigen Helmholtzplatz gebrannt. Die Ringbahn und ein eigenes Schienennetz ermöglichten eine schnelle und preiswerte Anlieferung von Rohstoffen und Materialien zu den Baustellen. Somit dehnten sich die Wohnquartiere aus und erweiterten den Einzugsbereich für Produkte der Brauerei enorm. 1871 wurde die Firma in eine Aktiengesellschaft umgewandelt und zur Schultheiss’ Brauerei Aktien-Gesellschaft.

### Erweiterungen
Als erste große Erweiterung dieser Schultheiss-Brauerei galt 1871–1873 die Errichtung eines neuen Sudhauses in der Franseckistraße, die heutige Sredzkistraße. Als 1874 der Bezirk an die Wasserversorgung angeschlossen wurde und drei Jahre später sein eigenes Wassernetz erhielt, wurde eine wichtige Voraussetzung zum Bierbrauen sichergestellt. Um die für das Bier erforderlichen Lagerkellertemperaturen einzuhalten, waren die Brauereien noch bis zum Jahr 1882/83 auf die Kühlung durch Natureis angewiesen. Der Ankauf einer Kältemaschine und die damit erzeugte maschinelle Kälte stellte eine große Innovation dar und war in dieser Form einmalig in der modernen Brautechnologie Deutschlands. Die dadurch frei gewordenen Kühlhallen konnten nun zu dringend benötigten Lagerhallen umfunktioniert werden.

### Aus- und Umbau durch Franz Schwechten

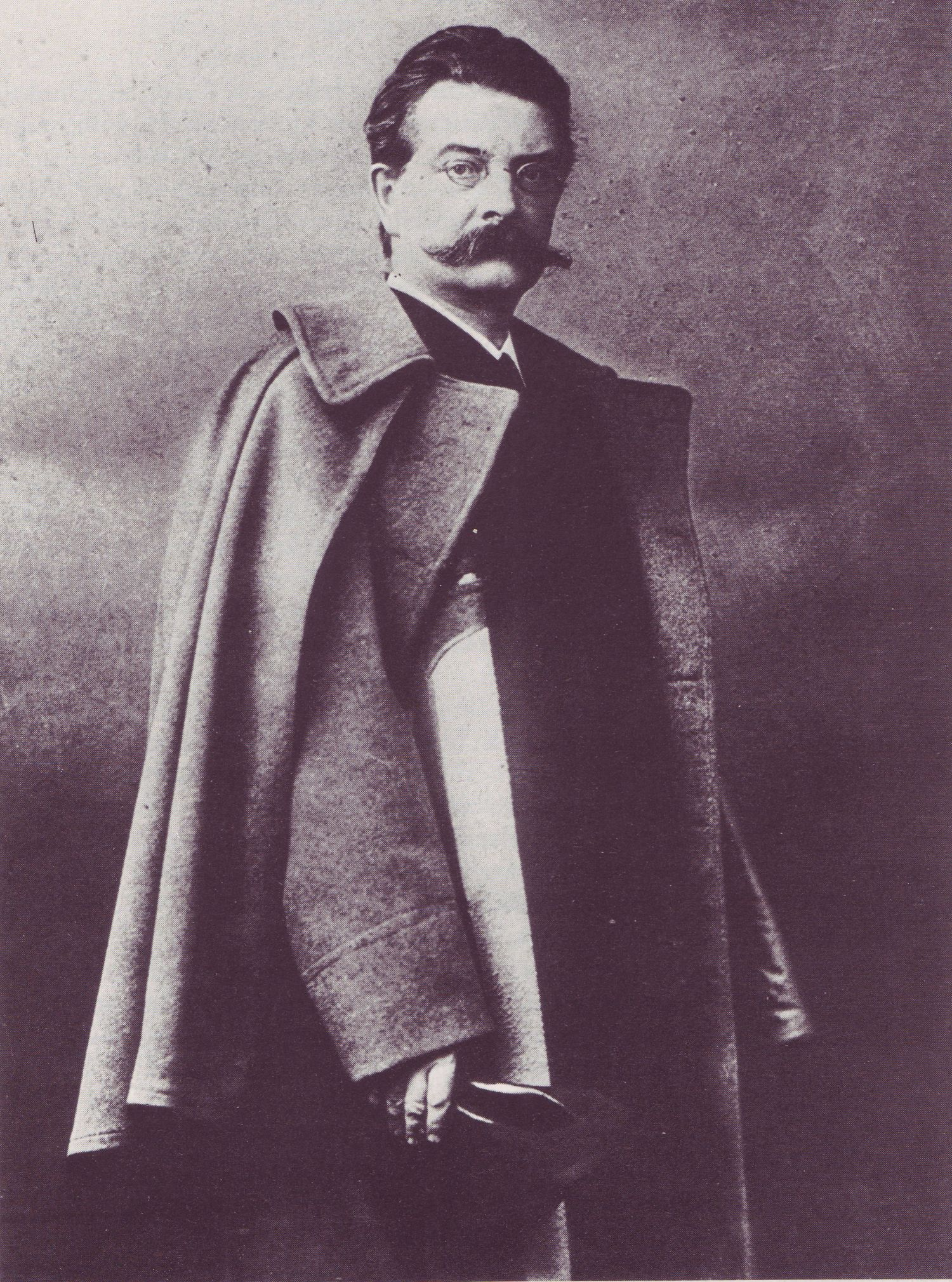
Der Architekt großer Teile der ehemaligen Schultheiss-Brauerei: Franz Schwechten

Um der stark expandierten Brauerei – die durch den Ankauf weiterer Grundstücke nunmehr eine Fläche von 25.000 m² aufwies – ein geschlossenes Erscheinungsbild zu geben, wurde der bekannte Berliner Architekt Franz Schwechten mit der Planung des Aus-, Um- und Neubaus des Areals beauftragt. Nach dem Vorbild einer mittelalterlichen Burganlage mit verschiedenen Höfen wurden 1887 erste Entwürfe für die östlich zum Sudhaus angrenzenden Gärräume und Lagerkeller – mit den Giebelfronten nach Osten entlang der Franseckistraße – und ebenso für die nördlich angrenzende Ladehalle präsentiert.

### Fusion
1891 fusionierte die Brauerei mit dem bis dahin größten Konkurrenten im Süden Berlins, der Tivoli-Brauerei. Und stieg daraufhin mit 43 Niederlagen mit Eiskellern, 19 Ausschanklokalen, 65 Eisenbahnwaggons, 533 Wagen und 537 Pferden zur größten Brauerei Deutschlands auf. Das Stammhaus in der Schönhauser Allee erhielt die Bezeichnung Abteilung I und belieferte den Norden Berlins. Für den Süden war fortan die als Abteilung II bezeichnete ehemalige Tivoli-Brauerei zuständig.

### Weitere Aus- und Umbauten
Nach den Plänen Schwechtens wurde 1892 ein repräsentativer Ausschank errichtet, welcher zu einem beliebten Ausflugsziel für die Berliner und Gäste der Stadt wurde. Kurz vor der Jahrhundertwende im Jahr 1898 wurden der Entwurf der Fassade zur Tresckowstraße sowie die Pich- und Schwankhalle fertiggestellt und die nördlichen Werkstatträume wurden zu Pferdeställen umgebaut.
Einen weiteren Meilenstein in der Geschichte der Schultheiss-Brauerei stellte der Zusammenschluss mit der „Patzenhofer-Brauerei-AG“ 1920 dar. Durch die Fusion entstand die „Schultheiß-Patzenhofer Brauerei-Aktiengesellschaft“ mit Hauptsitz in der Schönhauser Allee.
Bauliche Veränderungen des alten Kessel- und Maschinenhauses wurden 1925 bis 1930 vollzogen. So wurde es teilweise abgerissen, um es später mit einem mit Hoch- und Tiefbunker versehenen dreigeschossigen Gebäude zu ersetzen. Ferner wurden Teile der Produktionsanlage in Büroräume umgewandelt.

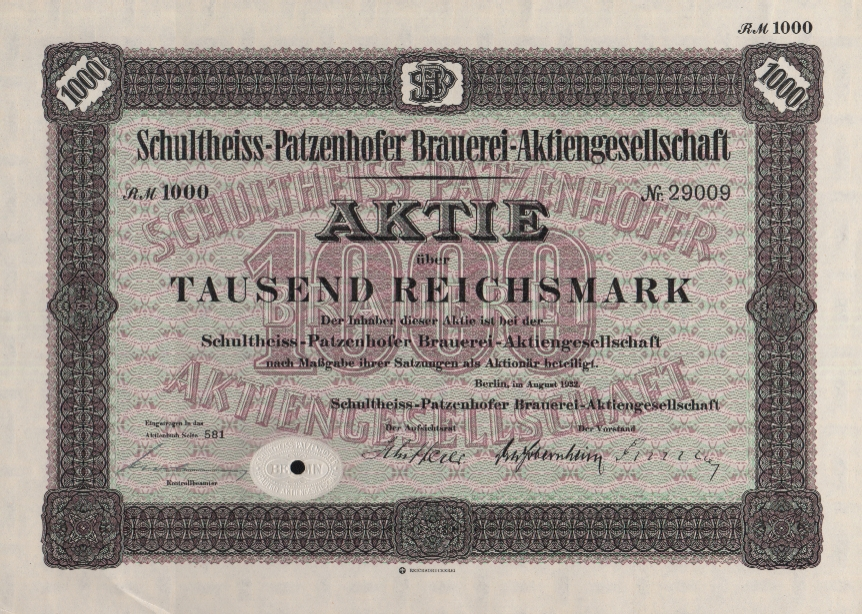
Aktie der Schultheiss-Patzenhofer Brauerei-Aktiengesellschaft in Berlin aus dem Jahr 1932

### Die Brauerei unter den Nationalsozialisten
Während der NS-Diktatur wurde das Unternehmen 1937 zum „Nationalsozialistischen Musterbetrieb“ ernannt und ein Jahr später als Wehrwirtschaftsbetrieb geführt. Im Zweiten Weltkrieg wurden Kriegsgefangene für Transport- und Hilfsarbeiten eingesetzt. Ab 1942 waren in den Tiefkellern ukrainische Zwangsarbeiterinnen für die Rüstungsproduktion von Telefunken eingesetzt. Der Stab des Befehlsabschnitts H der „Festung Berlin“ verschanzte sich während der Schlacht um Berlin in den letzten Kriegstagen in einem der Tiefkeller, zahlreiche Deserteure und Anwohner, die die weiße Fahne hissten, wurden erschossen.
Die Gebäude der Brauerei überstanden den Krieg relativ unbeschadet, so dass der Brauereibetrieb schnell wieder aufgenommen werden konnte. Mit Befehl der Besatzungsmacht vom 30. Oktober 1945 wurde das Unternehmen beschlagnahmt und bis zur Umwandlung in den VEB Schultheiss-Brauerei Schönhauser Allee als Sowjetische Aktiengesellschaft (SAG) weitergeführt.

### Ende der Brauerei
1967 folgte das definitive Ende des Brauereibetriebes. Der Verschleiß der Anlage konnte nicht gestoppt werden, somit wurde die Produktion auf dem Gelände eingestellt und der Maschinenpark demontiert. Einige der Gebäude erhielten eine Zwischennutzung durch einen Möbelgroßmarkt und als Sportkasino. Die Biere des VEB Schultheiss-Brauerei wurden fortan in der Leninallee produziert.
Wegen seiner einzigartigen Architektur erfolgte 1974 die Unterschutzstellung des Brauereikomplexes. Nach der politischen Wende im Jahr 1990 übernahm die Treuhandanstalt das vom Verfall bedrohte Gelände. Ein Jahr später begann die kulturelle Belebung des Geländes – die „KulturBrauerei gGmbH“ wurde gegründet und im selben Jahr wurde das Kesselhaus saniert und die von Sat.1 produzierte Sendung „Einspruch“ mit Ulrich Meyer gedreht. Es wurde ein Investorenwettbewerb ausgeschrieben, um die Immobilie zu verkaufen. Zwar gab es diverse Interessenten, die das ehemalige Brauereigelände beleben wollten, aber schlussendlich zogen sie das Angebot zurück. Somit übergab die Treuhandanstalt das Gelände an die „Treuhandliegenschaftsgesellschaft“ mit der Aufgabe, als Bauherr tätig zu werden. Die Aufgabe bestand darin, ein in sich geschlossenes Konzept zu entwickeln und das Areal in seiner Gesamtheit zu sanieren. 1996 stellte die TLG ein Nutzungskonzept vor, welches in einer kulturellen Mischnutzung einen Mix aus gemeinnütziger und kommerzieller Anwendung vorsah. Sodann wurde auf politischer Ebene zäh um die Errichtung von Ateliers, Galerien, Büros, Gastronomie und Einzelhandel gerungen. Ein weiterer Bestandteil des Nutzungskonzepts war die Umsetzung spezifischer Belange der Denkmalpflege. Es sah vor, die untere Denkmalschutzbehörde in die Planungen mit einzubeziehen. Die Denkmalpflege begleitete die Architekten weiss & faust in ihrer Arbeit und so wurden beispielsweise auch Werbesatzungen zusammen erarbeitet. Bis November 1997 waren etwa zwei Drittel der Fläche vermietet. Der erarbeitete Bebauungsplan untersagte im Gebiet unter anderem die Errichtung von Spielhallen sowie Video- oder ähnliche Vorführungen. Die Genehmigung von Filmtheatern und Diskotheken soll von ihrer Art und Größe abhängig gemacht werden.

## Sanierung

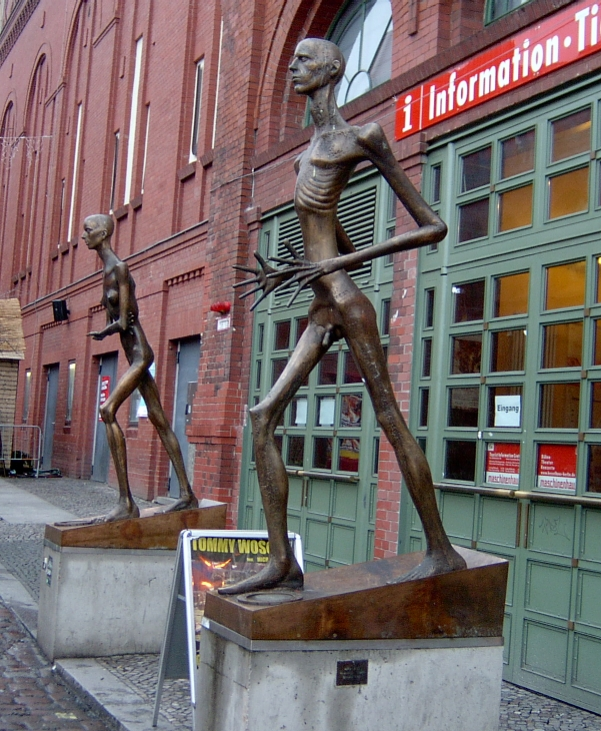
Bronzeskulpturen auf dem Hof der Kulturbrauerei

Unter der Mithilfe und Befürwortung des Anwohners und Bundestagspräsidenten Wolfgang Thierse wurde 1998 der städtebauliche Vertrag geschlossen und die Baugenehmigungen sukzessive erteilt. Somit konnte am 19. September 1998 der erste Spatenstich zur Sanierung erfolgen. Finanziert wurde das 100 Millionen D-Mark teure Projekt von der TLG. Da die Kulturbrauerei ein dominierendes Stück Industriearchitektur Deutschlands darstellt, sollte im Rahmen der Sanierung das Bestehende nuanciert werden und zu größten Teilen erhalten bleiben. Als gestalterisches Prinzip der Sanierung galt es, den ursprünglichen Charakter des denkmalgeschützten Gebäudeensembles so weit wie möglich zu erhalten und historische mit moderner Architektur zu verbinden. Die Substanz der Klinker war für die Denkmalpflege und die TLG ausschlaggebend für die Sanierung. Es wurden nur beschädigte Fassadenteile ausgetauscht, für die Dach- und Trägerkonstruktionen originalgetreue Materialien verwendet und die traditionelle Dachbedeckung in Form von Biberschwanzziegeln und schwarzer Dachpappe beibehalten. Durch das Ziel, das Gelände so originalgetreu wie möglich zu sanieren, wurden beispielsweise moderne Versorgungstechnik wie Fahrstühle zum Schutz der Fassadenansicht innen angebracht, was einen großen Teil der immensen Gesamtkosten verursachte. Weiterhin wurde auf die Verwendung der historischen Hofpflasterung geachtet, um weitgehend den Originalzustand wiederherzustellen.
Ein zentrales Thema der Sanierung war die Frage, wie am besten eine räumliche Verbindung zwischen den einzelnen Höfen und dem Brauereigelände geschaffen werden kann. Damit sich der Besucher räumlich orientieren kann und die zeitlichen Ebenen erfassbar sind, wurden die Gebäude auf dem Lageplan alphabetisch geordnet und sämtliche Gebäudeteile erhielten ihre alten Bezeichnungen zurück. So kann die frühere Nutzung noch heute gut nachvollzogen werden.
Ein weiteres kleines Detail im Gesamtensemble stellt das am Gebäude des ehemaligen Flaschenspül- und Abziehraumes installierte Glockenspiel dar, welches eine akustische Verbindung zwischen dem Kiez und der Kulturbrauerei herstellen soll. Durch dieses Klangspiel sollen beide, durch die Mauern der Brauerei getrennten Stadträume zumindest akustisch miteinander verwachsen.
Auf die Verwendung von üppiger Begrünung wurde bewusst verzichtet, da es dem Sinn der alten Industrieanlagen widerspricht. Einzig das alte „Leopold’s“ wurde für ein weiteres Detail absichtlich entsiegelt: Durch die unterschiedliche Bodenbeschaffenheit – es wurde u. a. Kies, Gras und normale Pflasterung verwendet – kann man heute noch auf abstrakte Art und Weise den damaligen Produktionsablauf nachvollziehen. Im Jahr 2000 wurden die Sanierungsarbeiten abgeschlossen und mehrere Mieter zogen in die Gebäude ein, so zum Beispiel ein Kino, das Russische Kammertheater und zahlreiche Kultureinrichtungen. Der „Klassiksommer in der KulturBrauerei“ wurde zum ersten Mal 2002 produziert. Im Dezember 2012 verkaufte der Bund die TLG an den US-Investor Lone Star für 1,1 Milliarden Euro, der somit der neue Eigentümer der Kulturbrauerei ist.

## Heutige Nutzung (Auswahl)
In der Kulturbrauerei finden verschiedenste Veranstaltungen, Konzerte und Festivals statt (unter anderem Bandwettbewerbe und Theaterfestivals) und sie ist zugleich Proberaum für verschiedene Künstler und Ensembles.
Zu den Einrichtungen gehören:
- das Kino in der Kulturbrauerei mit acht Sälen und ca. 1500 Plätzen, eines der Berliner Premierenkinos
- das Theater RambaZamba
- das P.A.N.D.A. Nicht nur Russisches Theater, Veranstaltungsort für russische Konzerte, Lesungen etc.
- die Literaturwerkstatt Berlin / lyrikline.org
- das Büro und Studio der Musikgruppe 17 Hippies
- Das Restaurant frannz mit angeschlossenem frannz Klub (ehemals Franz-Club)
- das Kesselhaus
- die Alte Kantine
- das Maschinenhaus
- der Soda Club
- der Club 23
- das Palais
- die Schule für Bildende Kunst und Gestaltung
- das Museum in der Kulturbrauerei der Stiftung Haus der Geschichte
- der Ch. Links Verlag (bis Ende 2019)
- der be.bra verlag
- die Berliner Vertretung der New York University
- die Büros der Kommunikations-Agenturen R/GA und Weber Shandwick[15]
- das Berliner Büro der Reservierungsplattform Quandoo
- der Radtouren-Veranstalter Berlin on Bike
- der Lucia-Weihnachtsmarkt mit 70 Ständen und Kulturangebot, der auf das schwedische Lucia-Fest zurückgeht und von 2000 bis 2016 durch die Kulturmanagerin Simone Hofmann organisiert wurde.

Die Vielzahl der Veranstaltungen in der Kulturbrauerei ist nicht zu rekonstruieren. Mehr als 400 Rock-Konzerte werden bei RockinBerlin mit verlinkten Hintergrundinfos dargestellt.